# Беркли (Илиноис)
Беркли (енгл. Berkeley) град је у америчкој савезној држави Илиноис.

## Демографија
По попису из 2010. године број становника је 5.209, што је 36 (-0,7%) становника мање него 2000. године.
| Група             | 2000.         | 2010.         |
| Белци             | 2.712 (51,7%) | 1.684 (32,3%) |
| Афроамериканци    | 1.455 (27,7%) | 1.630 (31,3%) |
| Азијати           | 202 (3,9%)    | 203 (3,9%)    |
| Хиспаноамериканци | 814 (15,5%)   | 1.598 (30,7%) |
| Укупно            | 5.245         | 5.209         |